# یوسف‌آباد (بستان‌آباد)
یوسف‌آباد یکی از روستاهای استان آذربایجان شرقی است که مرکزدهستان قوری‌گل در بخش مرکزی شهرستان بستان‌آباد واقع شده‌است.این روستا ۲۳۳ نفر جمعیت دارد.

## موقعیت

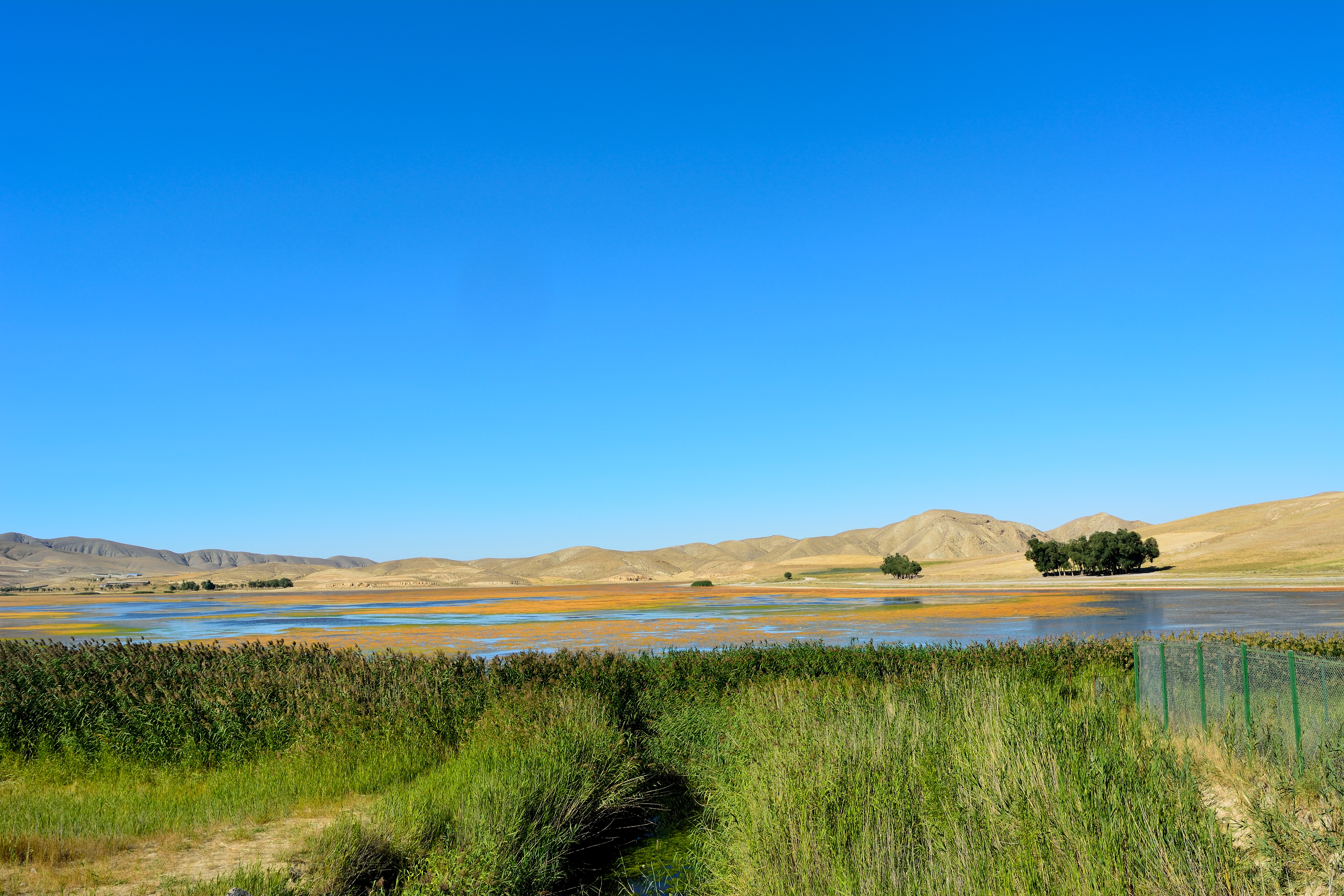
تالاب بین المللی قوری گل واقع در روستای یوسف آباد(جاده تهران -تبریز)

وضعیت طبیعی روستا کوهستانی تپه‌ای می‌باشد؛ که دارای حدود ۵۲خانوار و جمعیت حدود بر ۲۳۳ نفر می‌باشد. روستای یوسف آباد مرکز دهستان قوری‌گل نیز می‌باشد.
سال بنیاد این روستا ۱۳۶۶ می‌باشد. کد تقسیماتی این روستا ۴۱۵۵۹می‌باشد. 

## نگارخانه

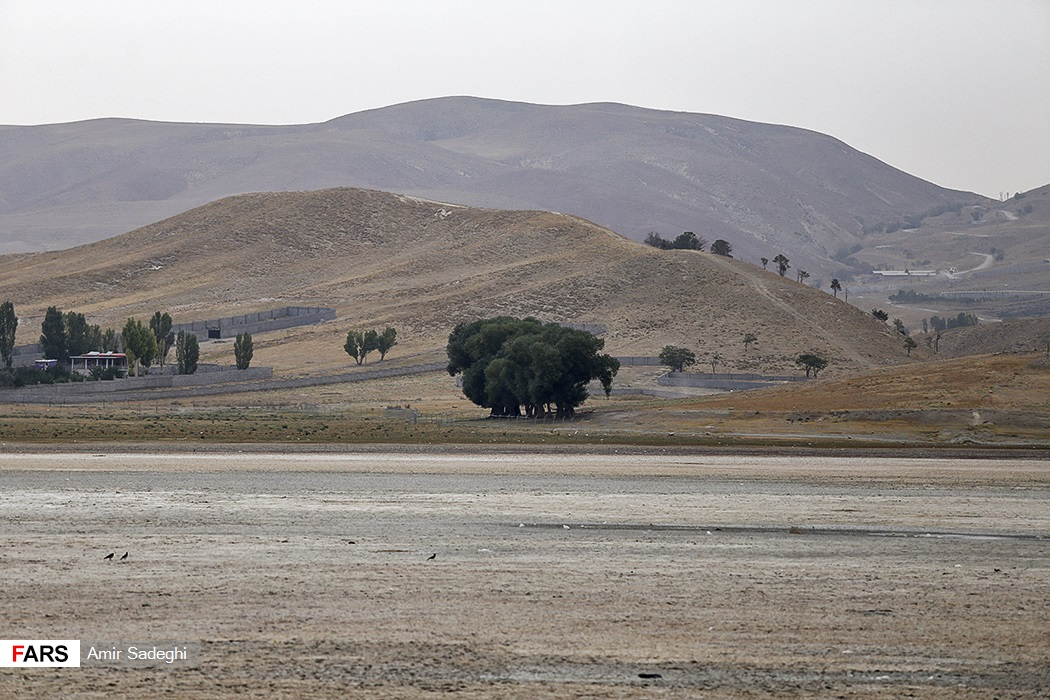

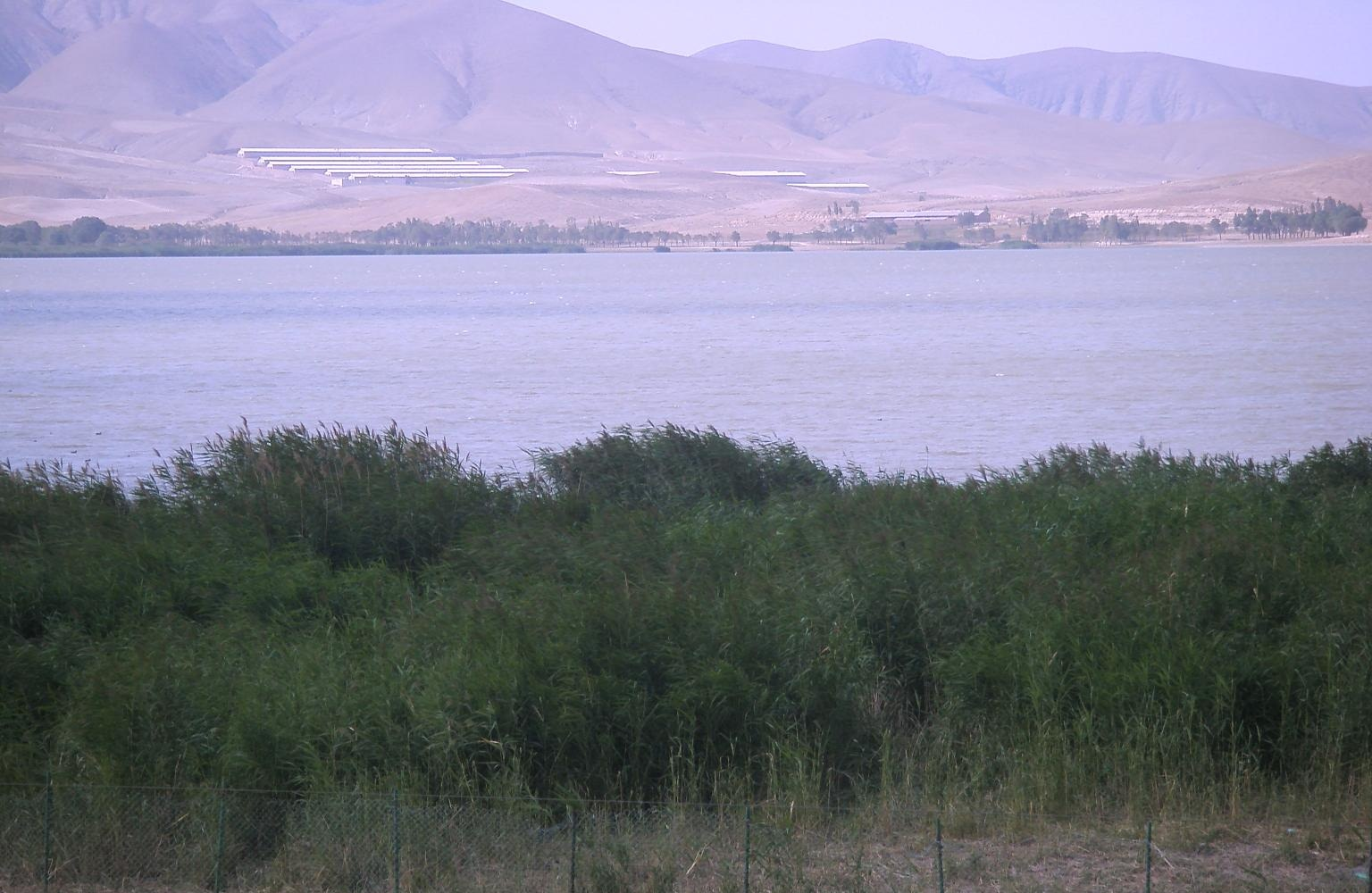